# Prospecte
El prospecte és la informació escrita dirigida al consumidor o usador que acompanya el medicament. En el prospecte figuren:
1. Identificació del medicament.
  1. Denominació del medicament (bé el principi actiu, bé el nom comercial).
  2. Composició qualitativa completa en principis actius i excipients.
  3. Forma farmacèutica i el contingut en pes, en volum, o en unitat de presa.
  4. Categoria farmacoterapèutica, o tipus d'activitat, en termes fàcilment comprensibles per al consumidor o usador.
  5. Identificació del titular de l'autorització sanitària del medicament.
2. Indicacions terapèutiques.
3. Enumeració de les informacions necessàries prèvies a la presa del medicament.
  1. Contraindicacions.
  2. Precaucions d'ocupació adequades.
  3. Interaccions medicamentoses i altres interaccions (per exemple, alcohol, tabac o aliments) que puguen afectar l'acció del medicament.
  4. Advertiments especials, quan siga necessari tenir en compte : 
    - La situació particular de certes categories d'usuaris (xiquets, dones embarassades o durant la lactància, ancians, esportistes, persones amb certes patologies específiques).
    - Els possibles efectes del tractament sobre la capacitat per a conduir un vehicle o manipular determinades màquines.
    - Els excipients que tinguen acció o efecte coneguts, el coneixement dels quals siga important per a una utilització eficaç i sense riscos del medicament.
4. Instruccions necessàries i habituals per a una bona utilització, en particular: 
  1. Posologia.
  2. Forma farmacèutica i via d'administració del medicament (intravenosa, intramuscular, intravesical, etc.)
  3. Freqüència d'administració (o preses), precisant, si fóra necessari, el moment en què dega o puga administrar-se el medicament (en especial, en relació amb els menjars).
  4. En cas necessari, quan la naturalesa del medicament ho requerisca:
    - Durada del tractament, quan haja de ser limitada
    - Mesures que hagen de prendre's en cas de sobredosi (per exemple, símptomes, tractament d'urgència).
    - Actitud que ha de prendre's en el cas que s'hi ha omès l'administració d'unes o diverses dosis.
    - Indicació, si és necessari, del risc de síndrome d'abstinència.
    - Instruccions, en cas necessari, per a la preparació extemporània del medicament, a fi d'una correcta administració.
5. Descripció de les reaccions adverses que puguen observar-se durant l'ús normal del medicament i, si és el cas, mesures que hagen d'adoptar-se. S'indicarà al consumidor expressament que ha de comunicar al seu metge o farmacèutic qualsevol reacció adversa que no estiguera descrita en el prospecte.
6. Referència a la data de caducitat que figure en l'envàs con:
  - Una advertiments de no sobrepassar aquesta data.
  - Si procedira, les precaucions especials de conservació.
  - Si escau, una advertència respecte de certs signes visibles de deteriorament.
  - Per a les preparacions extemporànies dosi, les condicions de conservació per a la suspensió reconstituïda i el seu termini de validesa, ja siga a temperatura ambient o en frigorífic (de 4 a 8 °C).
7. Data de la darrera revisió del prospecte.
8. A la fi del text, i degudament separat d'ell, poden aparèixer advertències addicions, com Els medicaments s'han de mantenir fora de l'abast dels infants.